# Merga tregoubovii
Merga tregoubovii is een hydroïdpoliep uit de familie Pandeidae. De poliep komt uit het geslacht Merga. Merga tregoubovii werd in 1960 voor het eerst wetenschappelijk beschreven door Picard. 